# Gabriel de Massiac
Gabfriel de Massiac (1657-1727) fue un historiador y militar de Francia.

## Biografía
Massiac fue un historiador y Mayor en Nancy, nacido en Narbona en 1657,de una familia noble, y abrazó la carrera militar, obteniendo el grado de teniente de los granaderos del regimiento de la reina.
Massiac participó en todas las campañas militares de Flandes y de Alemania, después de 1688, hasta la paz de Ryswick, recibiendo la cruz de la Orden de San Luis, y se retira en las inmediaciones de Tolosa, y falleció en 1727.
Massiac como historiador dejó una obra sobre su actividad castrense en la guerra de 1688 a 1698, testigo ocular de todo lo que cuenta no descuidando nada para ganarse la confianza del lector, y otra obra sobre hechos memorables de las guerra y las revoluciones de Europa de 1672 a 1721.
Edward D'Auvergne (1660-1737) capitán de S.M. en la Guardia Escocesa dejó escrita <<The history of the campagne in Flanders, for the year 1695>>, London, 1694 y <<The history of the last campagne in the Spanish Netherlands>>, London, 1693.

## Obras
- Les theatre des guerres et des revolutions del'Europe, E. Manavit, 1725.
- Memories de tout  ce qui s'est passe de plus considerable pendant la guerre, París, 1n-12º.
- Faits memorables des guerres et de revolutions, Tolosa, in-8º.